# 金凤街道 (织金县)
金凤街道，是中华人民共和国贵州省毕节市织金县下辖的一个街道办事处。
2013年5月20日，贵州省人民政府批复同意撤销织金县城关镇，以原城关镇白岩、克蚂、新寨、独店、田坝、岩脚、化垮、冷坝、平寨、鱼塘等10个村地域为金凤街道办事处行政区域，办事处驻冷坝村。

## 行政区划
金凤街道下辖以下地区：
化垮村、冷坝村、平寨村、岩脚村、田坝村、白岩村、独店村、鱼塘村、新寨村和克蚂村。